# William Harding Longley
William Harding Longley (1881 Nové Skotsko – 1937) byl americký botanik.

## Životopis
Longley se narodil v roce 1881 v Novém Skotsku. Vystudoval univerzity Acadia a Yale. V letech 1911–1937 působil jako profesor biologie a botaniky na Goucher College v Baltimoru. Jeho největší prací ve vědě byla studie o roli barev a vzorů u tropických útesových ryb, která byla provedena za pomoci laboratoře Dry Tortugas Laboratory of Carnegie Institution ve Washingtonu, kde pracoval jako ředitel v letech 1922–1937. Studoval také distribuci a vývoj druhu. Studoval mnoho rostlin na místech, jako je Havaj, Samoa, Tortugas a Pacifik, a zkoumal některé v evropských a amerických muzeích.
V roce 1923 William Harding Longley a Charles Martin pořídili první barevné fotografie pod vodou s pomocí hořčíkového blesku.
William Harding Longley zemřel v roce 1937.